# 菊鹿町
菊鹿町（きくかまち）は、かつて熊本県にあった町。
2005年1月15日に山鹿市・鹿本郡鹿央町・鹿北町・鹿本町と合併し、山鹿市菊鹿町となった。

## 地理
菊鹿町は熊本県の北部に位置し、大分県と福岡県との県境に面していた。
- 面積 77.38 km2
  - 農用地 20.1%
  - 森林 62.7%
  - その他 17.2%

## 歴史
- 1955年（昭和30年）4月1日 - 菊池郡城北村・鹿本郡六郷村・内田村が合併し菊鹿村が発足。
- 1965年（昭和40年）10月1日 - 町制施行。
- 2005年（平成17年）1月15日 - 山鹿市及び鹿本郡鹿央町・鹿北町・鹿本町と対等合併し、新しい山鹿市となり消滅。

## 教育
中学校
- 菊鹿町立菊鹿中学校（現・山鹿市立菊鹿中学校）

小学校
- 菊鹿町立内田小学校（後の山鹿市立内田小学校、統合され山鹿市立菊鹿小学校へ）
  - 山内分校
  - 矢谷分校
- 菊鹿町立六郷小学校（後の山鹿市立六郷小学校、統合され山鹿市立菊鹿小学校へ）
- 菊鹿町立城北小学校（後の山鹿市立城北小学校、統合され山鹿市立菊鹿小学校へ）

## 観光
菊鹿町は歴史的に有名な町で、中でも有名なものが熊本県唯一の古代山城「鞠智城」。鞠智城跡は国の史跡に指定され資料館などの施設が整備されている。
このほかにも熊本城などの基礎と言える隈部館跡（くまべやかたあと）や日本最大級の川西の宝篋印塔、相良（あいら）の千手観音などたくさんの歴史に深く関係した文化財が点在し、国の特別天然記念物「相良のアイラトビカズラ」などが有名である。

菊鹿町の木野3127には、西本願寺の西方寺がある。
町の中心部には公園「あんずの丘」があり、農産物直売所や陶芸や押し花の体験ができる施設、西日本一の生産量を誇る山鹿市の「栗」を使用したスイーツを製造する工房などがある。
また夏には矢谷渓谷（やたにけいこく）などに涼を求めたくさんの観光客が訪れ、川で泳ぐこともでき、菊鹿温泉で体を温めることができる。

## 出身有名人
- 松野鶴平 - 政治家
- 松野頼三- 政治家
- 松野頼久 - 政治家
- 平川虎臣 - 小説家
- 青木まゆみ - 1972年のミュンヘンオリンピック（100mバタフライ）で世界新記録を作り金メダル
- 田代彩華 - ローカルタレント